# MT1M
MT1M (англ. Metallothionein 1M) – білок, який кодується однойменним геном, розташованим у людей на короткому плечі 16-ї хромосоми. Довжина поліпептидного ланцюга білка становить 61 амінокислот, а молекулярна маса — 6 110.
| 10         |  | 20         |  | 30         |  | 40         |  | 50         |
| ---------- |  | ---------- |  | ---------- |  | ---------- |  | ---------- |
| MDPNCSCTTG |  | VSCACTGSCT |  | CKECKCTSCK |  | KSCCSCCPVG |  | CAKCAHGCVC |
| KGTLENCSCC |  | A          |  |            |  |            |  |            |

A: Аланін

C: Цистеїн

D: Аспарагінова кислота

E: Глутамінова кислота

G: Гліцин

H: Гістидин

K: Лізин

L: Лейцин

M: Метіонін

N: Аспарагін

P: Пролін

S: Серин

T: Треонін

Білок має сайт для зв'язування з іоном міді, іонами металів, іоном цинку. 